# Ronald Bishop (Bogenschütze)
Ronald Proctor „Ron“ Bishop (* 30. Mai 1931 in Liverpool; † 8. Juni 2023) war ein britischer Bogenschütze.
Bishop trat 1961 erstmals für das Vereinigte Königreich an. Von 1969 bis 1972 gehörte er regelmäßig dem britischen Team an. Bishop nahm an den Olympischen Spielen 1972 in München teil und beendete den Wettkampf im Bogenschießen auf Rang 45.